# The Marvelous Land of Oz
The Marvelous Land of Oz, comumente abreviado para The Land of Oz, (em português brasileiro, A Maravilhosa Terra de Oz) publicado em 5 de julho de 1904, é o segundo dos livros de L. Frank Baum cuja ação se passa na Terra de Oz, e a continuação de The Wonderful Wizard of Oz. É o único livro da série no qual Dorothy Gale não aparece. Este e os próximos 34 livros de Oz dos "famosos quarenta" foram ilustrados por John R. Neill. O livro foi transformado num episódio do The Shirley Temple Show em 1960, e num filme de animação canadense homônimo, de 1987.